# Dieter Petram
Dieter Friedrich Petram (* 6. Juli 1951) ist ein deutscher Unternehmer aus Bremerhaven.

## Ausbildung
Petram absolvierte eine Ausbildung zum Yacht- und Bootsbauer und begann danach ein Studium des Schiffsbaus an der Hochschule Bremerhaven.

## Unternehmerisches Wirken
Der Weser Kurier bezeichnete Petram 2017 zusammen mit seinen Geschäftspartnern, der Familie Rönner, als Personen „die seit Jahren vor allem in Bremerhaven die Werftenszene maßgeblich prägen“.

### Bremerhaven

#### Schiffsreparaturgeschäft
Mit 21 Jahren brach Petram sein Studium ab, um nach dem Tod seines Vaters dessen Schlossereibetrieb in Lemwerder zu übernehmen. Wenig später begann er, Aufträge im Bereich der Schiffsreparaturen und des Schiffsumbaus in Bremerhaven zu akquirieren. Diese wurden sukzessive ausgebaut. Hieraus ergab sich seine erste Beteiligung an der 1986 gegründeten Bredo Dockgesellschaft mbH, die aus dem Dockbetrieb der früheren Seebeckwerft hervorgegangen war. Hier erwarb er sukzessive die Mehrheit. 1994 übernahm er zusammen mit Partnern die vormals bundeseigenen MWB Motorenwerke Bremerhaven sowie später Anteile an der Rickmers-Lloyd Dockbetrieb GmbH & Co. KG.
Aus den drei Reparaturwerften Bredo, MWB und Rickmers-Lloyd schuf Petram sukzessive einen Werftenverbund. 2013 entstand aus den MWB sowie Rickmers-Lloyd die German Dry Docks AG, die sich 2017 mit der vormaligen Bredo und der in Cuxhaven ansässigen Mützelfeldtwerft zu einem Unternehmensverbund zusammen, dessen rechtlich selbstständige Unternehmen unter dem Namen Bredo Dry Docks gemeinsam am Markt agieren, um so Synergieeffekte nutzen zu können.
Im Juli 2019 verkaufte Petram seine schiffbaulichen Aktivitäten in Bremerhaven (Bredo Dry Docks, German Dry Docks und German Ship Repair) komplett an die Rönner-Gruppe, blieb aber weiter Eigentümer der Firmengelände, die an die Werftenbetriebe vermietet oder verpachtet werden.

#### Schiffsneubaugeschäft
2010 stieg Petram bei der Bremerhavener Lloyd-Werft ein und baute seine Beteiligung sukzessive zu einer Mehrheitsbeteiligung aus, ehe er die Anteile ab 2015 an die Genting Group veräußerte.
Die ebenfalls zur Petram-Gruppe gehörende Petram Stahl- und Wasserbau in Brake war im Neubaugeschäft aktiv. So wurde dort bspw. 1982 das Küstenmotorschiff „Zusanna“ (1.150 tdw) gebaut.

#### Immobilien
Neben seinem schiffbaulichen Engagement ist Petram in seiner Heimatstadt Bremerhaven auch im Immobiliensektor aktiv. Er vertritt die Ansicht, dass Bremerhaven nicht über ausreichenden angemessenen Wohnraum verfüge. Zu Petrams Immobilienportfolio gehört u. a. der Bremerhavener Golfplatz.

### Mecklenburg-Vorpommern/Sachsen-Anhalt
Im Zuge der Privatisierung der früheren DDR-Betriebe erwarb Petram von der Treuhandanstalt (THA) zwei Werften aus ehemaligem DDR-Staatsbesitz: 1993 die Elbewerft Boizenburg (EWB) und 1994 die Roßlauer Schiffswerft. Für die Elbewerft flossen bei einem Kaufpreis von 1 D-Mark insgesamt rund 450 Mio. D-Mark an Subventionen und Beihilfen.
Die Elbewerft meldete 1997 Konkurs an. Vom Betriebsrat der Elbewerft wurde Petram vorgeworfen, unrechtmäßig mehrere Millionen D-Mark aus dem Unternehmen herausgezogen zu haben. Der damalige Mecklenburg-Vorpommersche Wirtschaftsminister Jürgen Seidel dagegen sah keine Anzeichen für kriminelle Aktivitäten Petrams. Zur Sicherung von Aufträgen wurde der Elbewerft von der Treuhand-Nachfolge-Organisation Bundesanstalt für vereinigungsbedingte Sonderaufgaben (BvS) eine Finanzspritze von 2,6 Mio. D-Mark gewährt, für die die BvS Petram in Regress nehmen wollte.
Petrams Engagement bei der Elbewerft war 1998 Untersuchungsgegenstand eines Bundestags-Untersuchungsausschusses, dessen Auftrag es war, zu klären, „wie es zu einer zweckwidrigen Verwendung von Investitionsbeihilfen und Fördermitteln kommen konnte und welche Verantwortlichkeiten bei der Bundesregierung und der THA/BvS lagen“. Im Abschlussbericht des Untersuchungsausschusses wurde festgestellt, dass „zu keinem Zeitpunkt Anlass bestand“, von illegalen Kapitalentnahmen auszugehen. „Alle unternehmerischen Entscheidungen der Gesellschafter und Geschäftsführer der EWB bezüglich einer Kooperation zwischen der EWB und den Unternehmen der Petram-Gruppe wären auch dann so getroffen worden, wenn es sich nicht um nahestehende Unternehmen gehandelt hätte. Die BvS stellte fest, dass die Schwierigkeiten der EWB durch Management-Fehler und durch die schwierige Lage in der Schiffbaubranche verursacht worden seien.“ Auch ein an Petram persönlich gezahltes monatliches Beraterhonorar sei angemessen gewesen, „da Petram sowohl Beratungsleistungen geliefert habe als auch im Akquisitionsbereich tätig gewesen sei“.
Die Werft in Roßlau verkaufte Petram noch in den 1990er Jahren an die Rönner-Gruppe.